# Rambonnet (schip, 1894)
Het m.s. Rambonnet is het eerste schip dat ooit gebruikt is als moederschip van een waterscoutinggroep.
Met de Rambonnet gaan de dolfijnen, zeeverkenners, de wildevaart en de stam op hemelvaart-, pinkster-, herfst- en zomerkamp. Vaak naar de Brabantse Biesbosch en het Haringvliet, maar op zomerkampen ook naar andere, verdere bestemmingen.
De zeeverkenners gebruiken het schip als clubhuis.
De Rambonnet is 23,14 m lang, 5,50 m breed en de grootste diepgang is 1,30 m. De hoofdmotor is een Fiat Aifo Type 806AM, de generator is een Petter 15,5 kVA. Met het handmatig lierwerk kunnen veilig 4 lelievletten aan dek worden gezet, zodat niet de hele vloot gesleept hoeft te worden. Dat spaart brandstof en is veiliger.

## De geschiedenis
Het schip is in 1894 gebouwd als Rozendaler klipper onder de naam "De Hoop". De werf is onbekend, evenals de eerste eigenaar. Wel is bekend dat er nog een tweede en een derde eigenaar zijn geweest. De lading werd zeilend, jagend, bomend of stevelend vervoerd. Het stalen dek is van 1934, het schip was rond die tijd al bekend als "Rotterdamsch schip voor waterkampen" en het diende in 1937 als vlaggenschip op de wereldjamboree in Vogelenzang. Het voer toen onder de naam "Hoofdverkenner J.J. Rambonnet".
In de Tweede Wereldoorlog werd het schip gevorderd voor de Jeugdstorm en werd het een keer beschoten door de Engelsen. Er zit nog steeds een kogelinslag op het boeisel. Na de oorlog werd het schip verhaald naar de Rotte en werd het zwaar verwaarloosd. Het is behouden doordat het in 1951 werd overgenomen door de Tasmania Groep.
Op woensdag 4 februari 1953 is het schip met als sleepboot de “Merwede” vanaf het hoofdkwartier aan het Zuiddiepje vertrokken en heeft het t/m maandag 10 februari allerlei vervoers- en andere diensten gedaan in het rampgebied van de watersnoodramp. Het kreeg van de koninklijke Marine een zend- en ontvangstinstallatie mee, samen met een korporaal telegrafist.
Het kreeg na die tijd de Waalhaven als ligplaats, aan een steiger bij de Havenvakschool. In de jaren zeventig werden die ligplaatsen gesaneerd. De Rambonnet is toen naar het Brielse Meer verplaatst, waar het nu in een speciale scoutinghaven ligt. Het is in het bezit van de Tasmania Groep uit Spijkenisse.